# Marc Peduceu Estolga Priscí
Marc Peduceu Estolga Priscí (en llatí Marcus Peducaeus Stolga Priscinus) va ser un magistrat romà que va viure al segle ii quan eren emperadors Hadrià i Antoninus Pius. Era fill de Marc Peduceu Priscí, cònsol l'any 110. Portava el cognomen de Peduceu.
Va ser cònsol l'any 141 junt amb Titus Heni Sever (Titus Hoenius Severus). Com que no tenia fills, va adoptar Plauci Quintil, que es va casar amb Fadil·la, filla de Marc Aureli.